# Aereo a reazione

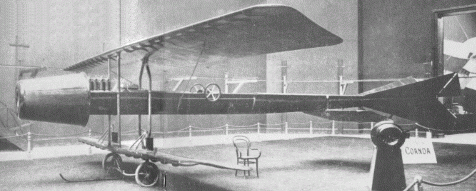
Il Coandă 1 nel 1910, il primo aereo a reazione.

Un aereo a reazione, detto anche aereo a getto, aviogetto  o anche solamente getto (in inglese jet plane), è un aeroplano spinto da un motore a reazione.
Gli aerei a reazione possono raggiungere velocità molto maggiori di quelle degli aerei con motori a elica e anche quote di molto superiori. Le caratteristiche dei loro motori consentono il raggiungimento di un'alta efficienza in termini di distanza operando ad alta quota, dove l'aria rarefatta oppone un attrito inferiore. Gli aerei a elica, al contrario, devono rimanere a quote più basse e sperimentano maggiormente gli effetti negativi della bassa atmosfera sul volo.

## Storia

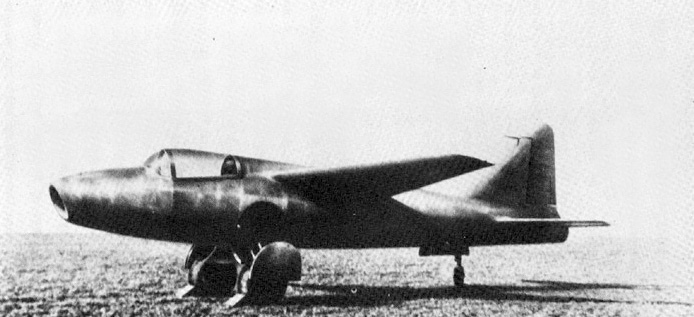
L'Heinkel He 178, il primo aereo a volare spinto esclusivamente da un motore a reazione a turbina.

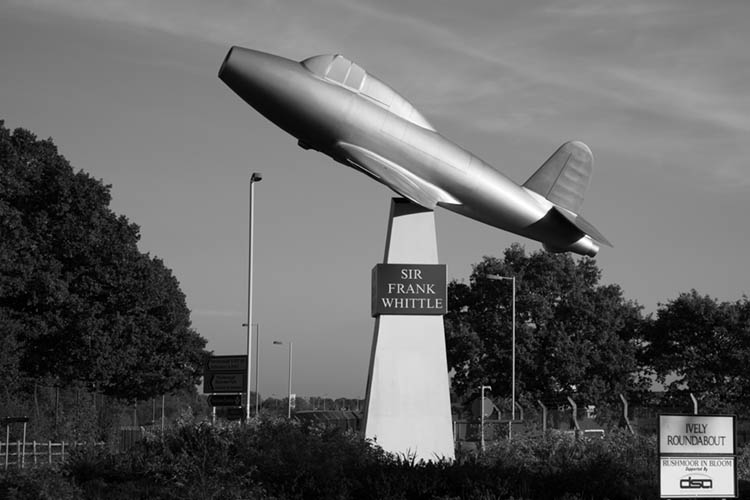
Monumento a Frank Whittle con la riproduzione di un Gloster E28/39.

Il primo a costruire un aereo a reazione è stato nel 1910 l'ingegnere rumeno Henri Coandă, che realizzò il Coandă 1. Il velivolo utilizzava per generare la spinta un motoreattore, un primitivo motore a getto nel quale il compressore è trascinato da un motore a pistoni (mentre nei motori a turbogetto utilizzati in era moderna, il compressore è azionato da una turbina). Venne presentato alla seconda esposizione aeronautica internazionale di Parigi nell'ottobre 1910, ma andò distrutto in occasione del primo volo, peraltro non controllato e non voluto dal suo progettista, che intendeva eseguire in quella occasione delle prove a terra del motore.
In seguito, due ingegneri, Frank Whittle nel Regno Unito e Hans von Ohain in Germania, svilupparono verso la fine degli anni trenta il concetto del volo a reazione ottenuto utilizzando un turbogetto,  in maniera indipendente uno dall'altro. Il titolo di primo ideatore dell'aereo a turbogetto, viene però accreditato dalla maggior parte delle fonti a Whittle. Il concetto era stato discusso già nell'agosto 1928 da Frank Whittle alla Flying School di Wittering, mentre Hans von Ohain scrisse solo nel febbraio 1936 a Ernst Heinkel, raccontandogli dell'idea e delle sue possibilità. Secondo altre fonti, si può far risalire la priorità nella scoperta a A. A. Griffith, che pubblicò nel luglio 1926 un testo sui compressori e sulle turbine, che stava studiando presso il RAE, e che può ambire legittimamente al vanto per la scoperta.
Il primo aereo con motore turbogetto fu progettato sulla carta nel 1929, quando Frank Whittle, un ufficiale della Royal Air Force britannica,  inviò una sua idea al ministero dell'aria inglese per verificare se vi era un interessamento. Il primo jet a turbina effettivamente realizzato fu invece il prototipo segreto Heinkel He 178 della Luftwaffe, la forza aerea della Germania nazista, che volò la prima volta il 27 agosto 1939 con ai comandi Erich Warsitz.
Esattamente ad un anno di distanza, in Italia andò in volo il prototipo di motoreattore Caproni Campini N.1 il 27 agosto 1940, con ai comandi il collaudatore maggiore Mario De Bernardi della allora Regia Aeronautica. Il motore era di concezione diversa da quello utilizzato sull'Heinkel, ma poiché il volo dell'He 178 venne mantenuto segreto, la Fédération Aéronautique Internationale omologò il volo degli italiani come il primo volo di un aereo a reazione.
Gli inglesi a loro volta, volarono per la prima volta con un prototipo di aereo a turbogetto, il Gloster E.28/39, il 15 maggio 1941. L'aereo utilizzava la turbina ideata da Frank Whittle ed era pilotato dal Flt Lt PG Sayer. Quando gli Stati Uniti vennero a conoscenza dei lavori britannici, costruirono il modello Bell XP-59 con una versione del motore di Whittle costruito dalla General Electric, che volò il 12 settembre 1942 pilotato dal colonnello L. Craigie.
Il primo caccia a reazione è stato il Messerschmitt Me 262, pilotato da Fritz Wendel. È stato l'aereo convenzionale più veloce della seconda guerra mondiale, sebbene l'aereo razzo Messerschmitt Me 163 Komet fosse più veloce. La produzione in serie iniziò nel 1944, troppo tardi per avere un effetto decisivo sull'esito della guerra. All'incirca nello stesso tempo, il Gloster Meteor britannico fu utilizzato in modo limitato solo per la difesa del territorio metropolitano del Regno Unito dalle bombe volanti V1, effettuando attacchi al suolo in Europa solo negli ultimi mesi della guerra. Anche la Marina imperiale giapponese sviluppò aerei a getto nel 1945, incluso il Nakajima J9Y Kikka, copia esatta del Me-262.
L'8 novembre 1950, nel corso della guerra di Corea, il tenente Russell J. Brown della United States Air Force americana, ai comandi di un F-80, intercettò due MiG-15 nordcoreani vicino al fiume Yalu e li abbatté, nel primo combattimento aereo tra jet della storia.
La BOAC per prima operò il primo servizio di linea con un jet, da Londra a Johannesburg nel 1952 utilizzando un de Havilland Comet.
Il più veloce aereo a reazione militare è stato l'SR-71 Blackbird in grado di volare a Mach 3,2, mentre il più veloce jet di linea è stato il Tupolev Tu-144 con una velocità massima di Mach 2,35.